# Rainer Faus
Rainer Faus (* 9. April 1979 in Speyer) ist ein deutscher Autor, Wahlforscher, Meinungsforscher und Politikberater. Seit 2012 ist er Geschäftsführer der von ihm mitgegründeten pollytix strategic research gmbh in Berlin.

## Leben
Faus legte 1998 das Abitur ab und studierte von 1998 bis 2004 Diplom-Sozialwissenschaften an der Universität Mannheim und der Universität Utrecht.
Nach einer Tätigkeit in der Marktforschung bei Blackbox Research in Singapur, wechselte er 2007 zum Meinungsforschungsinstitut UMR Research nach Sydney, wo er unter anderem die strategische quantitative Wahlforschung für den Wahlkampf der Australian Labor Party bei einer Reihe von Wahlen auf föderaler, Staats- und kommunaler Ebene verantwortete.
2012 gründete er mit Jana Faus die pollytix strategic research gmbh in Berlin und berät seitdem auf der Basis von qualitativen und quantitativen Daten Kunden aus Wirtschaft, Gesellschaft und Politik in Fragen der öffentlichen Meinung und Meinungsbildung. Zu den Kunden der pollytix strategic research gmbh gehören unter anderem Ministerien und Behörden auf Bundes- und Landesebene, Verbände, NGOs sowie Stiftungen.   
Er ist Autor zahlreicher Studien zu gesellschaftspolitischen Themen, unter anderem für die Friedrich-Ebert-Stiftung, die Bertelsmann-Stiftung und die Otto-Brenner-Stiftung.
Als Experte kommentiert Faus in unterschiedlichen Medien das tagespolitische Geschehen, insbesondere in Bezug auf Parteien, Wahlen und gesellschaftliche Themen. In einem Gastbeitrag für Die Zeit argumentierte er Anfang 2022, dass die Einführung der Wahlpflicht gegen Repräsentationsprobleme in der Demokratie helfen könne. Im Podcast Frisch an die Arbeit von Zeit Online sprach er 2024 mit Daniel Erk über seine Arbeit als Wahl- und Meinungsforscher und gesellschaftliche Entwicklungen.
Seit 2016 ist er im Vorstand des Vereins Artikel 1 – Initiative für Menschenwürde e.V. Er ist außerdem Mitglied der Deutschen Gesellschaft für Politikberatung, der Deutschen Gesellschaft für Online-Forschung sowie Pro Asyl.
Rainer Faus hat zwei Kinder und lebt in Berlin.

## Publikationen
- mit Lennart Hagemeyer und Lukas Bernhard, 2024: Vertrauensfrage Klimaschutz - Mehrheiten für eine ambitionierte Klimapolitik gewinnen. Bonn: Friedrich-Ebert-Stiftung.
- mit Leonie Schulz und Lutz Ickstadt, 2024: Wie kann Zukunft in Hamburg gelingen? Ergebnisse einer repräsentativen Umfrage. Hamburg: Friedrich-Ebert-Stiftung, Julius-Leber-Forum.
- mit Simon Storks und Jana Faus, 2023: Auf der Suche nach Halt. Die Nachwendegeneration in Krisenzeiten. Frankfurt am Main: Otto Brenner Stiftung.
- mit Leonie Schulz, 2022: Gesellschaft im Corona-Stresstest – Sorgen und Hoffnungen in Zeiten der Pandemie. Bonn: Friedrich-Ebert-Stiftung.
- mit Simon Storks und Jana Faus, 2021: Alleine ist man zerbrechlich. Perspektiven auf die Interessenvertretung von Arbeitnehmer*innen in Ost und West. Frankfurt am Main: Otto Brenner Stiftung.
- mit Leonie Schulz, Ingo Seeligmüller und Dr. Stefan Kaletsch, 2019: Mehr Partizipation wagen – Kommunalverwaltung und demokratische Beteiligungskultur. In: Kursbuch Bürgerbeteiligung 3, 2019, Berlin: Institut für Partizipation.
- mit Simon Storks, 2019: Das pragmatische Einwanderungsland. Was die Deutschen über Migration denken Bonn: Friedrich-Ebert-Stiftung.
- mit Simon Storks et al., 2019: Schwindendes Vertrauen in Politik und Parteien. Eine Gefahr für den gesellschaftlichen Zusammenhalt? Eine Studie im Auftrag der Bertelsmann Stiftung. Gütersloh: Bertelsmann Stiftung.
- mit Simon Storks, 2019: Im vereinten Deutschland geboren – in den Einstellungen gespalten? OBS-Studie zur ersten Nachwendegeneration. Frankfurt am Main: Otto Brenner Stiftung.
- mit Jonas Dohr, 2019: Migrationspolitik progressiver Parteien. Blick nach vorne statt nach rechts. In: Streitkultur, Ausgabe 2019, Köln: Willi-Eichler-Akademie e.V.
- mit Ingo Seeligmüller, 2018: Bürgerbeteiligung aus kommunaler Sicht. Stellenwert und Verbreitung informeller Bürgerbeteiligung in deutschen Kommunen. Leipzig: NeulandQuartier.
- mit Jana Faus, 2017: 57%. Wie Deutschland nach rechts rückte, seine Bürger aber nicht. Ein kritischer Rückblick. Ein fantastischer Ausblick. In: Jan Böttger, Ralf Güldenzopf & Mario Voigt (Hrsg.): Wahlanalyse 2017. Strategie, Kampagne. Bedeutung. Berlin: epubli.
- mit Jana Faus und Alexandra Gloger, 2016: Kartografie der politischen Landschaft in Deutschland. Qualitativ-quantitative Studie im Auftrag der Friedrich-Ebert-Stiftung. Berlin: Friedrich-Ebert-Stiftung, Forum Berlin.